# Lewis Tierney
 (mai 2025).

a Compétitions nationales et continentales officielles uniquement.

b Matchs officiels uniquement.
Lewis Tierney, né le 20 octobre 1994, est un joueur anglais et écossais de rugby à XIII évoluant au poste d'arrière ou d'ailier. Formé aux Warriors de Wigan avec lesquels il fait ses débuts en Super League, il a été prêté à Workington lors de la saison 2014, puis aux Dragons Catalans en 2017. Il remporte avec Wigan la finale de la Super League en 2016 contre Wolves de Warrington et le World Club Challenge en 2017 contre les Sharks de Cronulla-Sutherland.
Ses performances en club l'ont amené à disputer des rencontres internationales avec la sélection écossaise à partir de 2016.

## Biographie
Il est le premier fils de l'ancienne star du rugby à XIII et à XV Jason Robinson. Son beau père, Paul Tierney (en), est un arbitre professionnel de football officiant dans le Championnat d'Angleterre.
Ses deux essais lors du match de barrage avec les Dragons Catalans en 2017 contre les Centurions de Leigh permettent aux premiers de se maintenir en Super League.

## Palmarès
- Collectif :
  - Vainqueur du World Club Challenge : 2017 (Wigan Warriors).
  - Vainqueur de la Super League : 2013[2] et 2016 (Wigan Warriors).
  - Vainqueur de la Coupe d'Angleterre : 2017[3] (Wigan Warriors) et 2018 (Dragons Catalans).
  - Finaliste de la Super League : 2014[2] et 2015 [2] (Wigan Warriors).

### En club

#### Statistiques
| Saison | Club             | Compétition   | Matchs | Points | Essais | Goals | Drops |
| ------ | ---------------- | ------------- | ------ | ------ | ------ | ----- | ----- |
| 2013   | Wigan Warriors   | Super League  | 3      | 4      | 1      | 0     | 0     |
| 2014   | Wigan Warriors   | Super League  | 1      | 4      | 1      | 0     | 0     |
| 2014   | Workington Town  | Championship  | 12     | 12     | 3      | 0     | 0     |
| 2015   | Wigan Warriors   | Super League  | 1      | 0      | 0      | 0     | 0     |
| 2015   | Workington Town  | Championship  | 13     | 24     | 6      | 0     | 0     |
| 2016   | Wigan Warriors   | Super League  | 23     | 40     | 10     | 0     | 0     |
| 2017   | Wigan Warriors   | Super League  | 12     | 24     | 6      | 0     | 0     |
| 2017   | Dragons Catalans | Super League  | 10     | 12     | 3      | 0     | 0     |
| 2018   | Dragons Catalans | Super League  | 21     | 20     | 5      | 0     | 0     |
| 2018   | Dragons Catalans | Challenge Cup | 4      | 8      | 2      | 0     | 0     |
| 2019   | Dragons Catalans | Super League  | 21     | 36     | 9      | 0     | 0     |
| 2019   | Dragons Catalans | Challenge Cup | 1      | 8      | 2      | 0     | 0     |